# Gastrectomía vertical laparoscópica

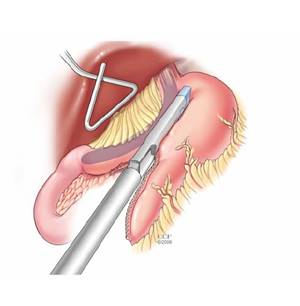
Sección de estómago con endograpadora

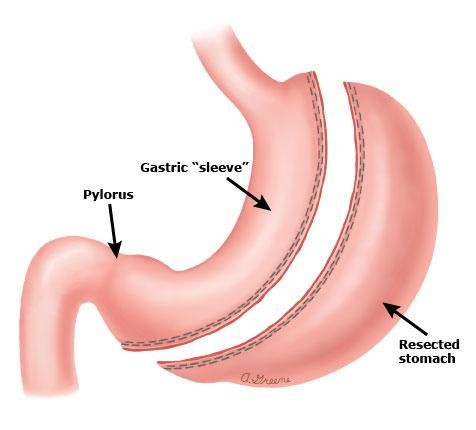
Gastrectomía Vertical

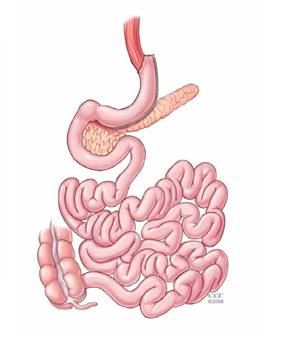
Aspecto de gastrectomía vertical tras sección

La gastrectomía vertical laparoscópica es una intervención para tratar la obesidad, buscando la disminución del peso corporal y mejorar las comorbilidades. 

### Etimología
El término «gastrectomía» significa cortar y extraer una parte del estómago. En la técnica de gastrectomía se divide con grapadoras el estómago en dos partes de forma «vertical». Una parte, el estómago residual, es todo el remanente gástrico en forma de tubo vertical a expensas de toda la curvatura menor gástrica. La otra parte, el estómago restante o residual, supone un 80-90% y es la curvatura mayor, que se extrae y retira del paciente. Es por ello, una técnica solamente restrictiva cuyo único fundamento es disminuir la ingesta en el estómago residual. 
El término «laparoscopia» se refiere a una técnica quirúrgica de uso muy frecuente, que permite la visión de la cavidad abdominal con una videocámara, llamado laparoscopio. En 1975, el Dr. Tarasconi, ginecólogo de la Facultad de Medicina de la Universidad de Passo Fundo (Passo Fundo, Río Grande del Sur, Brasil), inició la laparoscopia con la resección de órganos pélvicos. Los avances con esta técnica son extraordinarios por la excelencia de la visión y grabación de imágenes, además de conseguir disminuir el dolor y las cicatrices, tan pequeñas que reduce la posibilidad de las hernias en la herida.
La Gastrectomía vertical es una operación restrictiva de la ingesta al extirpar más del 80% del estómago a lo largo de la curvatura mayor. Queda un estómago pequeño proximal, en forma de tubo longitudinal en la curvatura menor, en continuidad con el esófago y distalmente con el píloro, duodeno e intestino. La reducción gástrica mediante la técnica que en medicina se llama gastrectomía, no altera el resto del intestino ni por lo tanto la absorción de alimentos.
La primera gastrectomía vertical lineal se realizó en 1994 como parte de la cirugía del cruce duodenal por vía abierta con heridas más dolorosas y con riesgos de infección y hernias. A partir del año 2000 se inicia la vía laparoscópica  como método menos invasivo, menos agresivo y menos doloroso, así como reduciendo la frecuencia de hernias.
La GVL como técnica aislada no se empieza a realizar por laparoscopia hasta 2001 y es hoy más popular.
El «tubo gástrico» o  «estómago más pequeño», permanece in situ en el paciente: es por ello una gastrectomía vertical formando un tubo. La denominación -popular de gastrectomía tubular o “manga gástrica” es errónea al traducir del inglés  el incorrecto término “Sleeve Gastrectomy” que significaría etimológicamente “quitar, extirpar y remover el tubo”. Sin embargo, el tubo es exactamente la parte del estómago que queda, y no la que se quita, siendo el resto del estómago lo que se reseca o extirpa, y se elimina del paciente, siendo por ello la denominación correcta en inglés de “Sleeve-forming gastrectomy” como acertadamente lo han corroborado autoridades en esta cirugía .
En la Asamblea de la SECO (Sociedad Española de Cirugía de la Obesidad) del año 2010, fue aceptado el término gastrectomía vertical laparoscópica y asimismo lo hizo la Real Academia de Medicina de España , en contraposición al término vulgar de “operación manga” utilizada de forma poco científica.
La extirpación de más del 80% del estómago lleva acompañada la pérdida de la producción de ghrelina, una hormona gástrica que aumenta en los periodos de ayuno, y al retirar esa gran parte del estómago (fundus incluido) disminuye el apetito y motiva la pérdida de peso de los pacientes.
Las primeras publicaciones del año 2005 las hacen cinco cirujanos diferentes  y dos de ellas son las más citadas en la historia de la cirugía bariátrica. Las operaciones de GVL anuales superan las 55.000 operaciones en el mundo. Hay cirujanos expertos que hacen varias operaciones en un solo día de forma ambulatoria y con alta hospitalaria en el mismo día. Las intervenciones por laparoscopia se graban y archivan para futuras referencia.

### Bases fisiopatológicas
El objetivo de la gastrectomía vertical es disminuir la ingesta de alimentos sin modificar su absorción, reduciendo la ingesta calórica y el exceso de peso corporal. Por otra parte, previene, reduce o cura la morbimortalidad relacionada con la obesidad mejorando notablemente la calidad de vida, sin producir las deficiencias metabólicas (del hierro, vitamina B12, ácido fólico, calcio, etc.), que aparecen en las otras técnicas alternativas.

## Técnicas restrictivas
Son los procedimientos que disminuyen el volumen o capacidad de la cavidad gástrica y la ingesta de alimentos induciendo la pérdida de peso. Esta técnica, la Gastrectomía Vertical, se inicia dividiendo las pequeñas arterias y venas de la curvatura mayor. Posteriormente una grapadora mecánica lineal (con la función de grapar y cortar) mediante varios disparos secuenciales la pared gástrica, empezando de 0 a 8 cm (dependiendo de los autores) desde el píloro-antro, hasta el ángulo de Hiss. La porción de estómago cortada longitudinalmente se extrae por una incisión de 1 cm.

## Indicaciones y contraindicaciones de la cirugía bariátrica

### Indicaciones
La indicación primordial para utilizar estos métodos “cruentos” es en aquella obesidad que supone un riesgo para la vida, y cuando el tratamiento médico (que es la primera elección) con dieta, ejercicio y medicamentos, fracasa en conseguir una pérdida de peso sostenida.
Esta cirugía está indicada cuando el Índice de masa corporal (IMC) es superior a 40, o superior a 35 con presencia de complicaciones o problemas médicos serios, como el síndrome metabólico (hipertensión, diabetes, colesterol elevado, apnea del sueño, patología articular, etc.). 
El IMC se calcula dividiendo el peso en kg por la altura en m². Índice descrito por el científico belga Quetelet.
- IMC = Peso (kg) / estatura (m²).

Es de aceptación generalizada según los expertos que: "El paciente y/o sus familiares deben conocer que los procedimientos quirúrgicos a los que va a ser sometido son considerados técnicas de cirugía mayor y de alto riesgo, entre otros motivos por las comorbilidades que la enfermedad misma conlleva. También deben conocer que se trata de una cirugía funcional que altera la anatomofisiología del aparato digestivo, produciendo, en algunos casos, grados variables de mala absorción intestinal y que, en ocasiones, no son técnicas reversibles. El paciente debe entender que, aunque los beneficios estéticos son importantes, no son el objetivo último de la cirugía. Tampoco es el objetivo alcanzar el peso ideal, que, por otro lado, solo se consigue en algo más de la mitad de los casos. Por último, debido a las alteraciones nutricionales derivadas de las diferentes técnicas quirúrgicas, es necesario realizar un seguimiento médico del enfermo a largo plazo, probablemente de por vida, para detectar y tratar los trastornos nutricionales asociados".
Otras indicaciones de la cirugía bariátrica son: 
- Edad entre 18 y 60 años, aunque hoy se están haciendo estas intervenciones de Cirugía Laparoscópica de Obesidad en Niños y en Adolescentes (CLONA).
- IMC > 40 kg/m² o un IMC de 35-40 kg/m² asociado a síndrome metabólico.
- Obesidad prolongada más de cinco años.
- Fracasos repetidos del tratamiento médico.
- Riesgo quirúrgico bajo a moderado.
- Ausencia de contraindicaciones psiquiátricas (psicosis, bulimia, etc.).
- Ausencia de alcoholismo, drogadicción o farmacodependencia.
- Ausencia de contraindicaciones médicas (nefropatía avanzada, neoplasias, etc.).
- Ausencia de alteraciones endocrinas activas.
- Capacidad de comprensión y colaboración.
- Compromiso de seguimiento postoperatorio.

### Contraindicaciones
Las contraindicaciones por la edad son cada vez menores. De hecho, se hace en niños (CLONA) y en edades avanzadas. 
Las contraindicaciones psicológicas relativas: enfermedades psiquiátricas, tales como depresión mayor, bulimia nerviosa; abuso de sustancias, tales como cocaína, anfetamina, morfina, o alcohol. En estos casos es recomendable, tanto para el éxito de la cirugía (pérdida de peso) como para la salud mental de estos pacientes, recibir un tratamiento previo y un seguimiento estricto en el postoperatorio. Además, diversos estudios concluyen que la pérdida de peso puede conducir a otras conductas de riesgo, como el consumo de alcohol o tabaquismo, etc. 
Las contraindicaciones psicológicas absolutas: son enfermedades psiquiátricas que impidan cooperar y entender de forma global el tratamiento, tales como el trastorno límite de personalidad, la esquizofrenia o cualquier enfermedad psicótica crónica, así como pacientes con abuso o dependencia de alcohol y drogas.

## Riesgos y complicaciones
Además de los riesgos y complicaciones comunes a todo tratamiento quirúrgico de alta complejidad, los más frecuentes de la cirugía bariátrica son: 
- Vómitos persistentes (causados por comer en exceso)
- Dificultad para tragar
- Fugas en la línea de grapado (y posible derrame de jugo gástrico)
- Dehiscencia de sutura
- Absceso intraabdominal, peritonitis
- Úlceras
- Distensión del tubo gástrico o del abdomen
- Deficiencias nutricionales que pueden producir anemia u osteoporosis.

Las complicaciones por la cirugía, o morbilidad quirúrgica, suele ser menor del 5%. Ya hay cada día más centros en los que se realiza esta cirugía de forma ambulatoria.

## Resultados

### Ventajas
- Restringe la cantidad de alimentos que el estómago puede contener.
- Induce una pérdida de peso rápida y significativa que los estudios comparativos demuestran similares a la pérdida ponderal de la derivación gástrica en Y de Roux o baipás gástrico. Pérdida de peso > 50% en 3-5 años o más, comparable a la del baipás, con un mantenimiento ponderal > 50%.
- No requiere objetos extraños, ni desvío ni redireccionamiento del flujo de alimentos.
- La estancia hospitalaria es relativamente corta, de aproximadamente 2 días.

Produce cambios favorables en las hormonas intestinales que suprimen el hambre, reducen el apetito y mejoran la saciedad.

### Desventajas
Es un procedimiento irreversible, pero no impide realizar (añadir) otras intervenciones bariátricas adicionales si fueran necesarias.
Tiene el riesgo potencial a largo plazo de generar deficiencias vitamínicas. Las fugas en el grapado aparecen entre el 0.5% y 2%, y en ocasiones pueden ser graves.

### Mortalidad
La mortalidad es baja, menor de 0.5%, siendo la fuga y el embolismo pulmonar las causas más frecuentes. Es más alta en hombres, mayores de 65 años, y directamente relacionada con la experiencia del grupo quirúrgico que realice el procedimiento, lo que refuerza la importancia de la curva de aprendizaje. Se ha reportado una mortalidad del 5% en grupos que realizan menos de diez procedimientos por año y del 0,3% en grupos con grandes volúmenes de pacientes. 